# Frederick E. O. Toye
Frederick EO Toye (nascido em 26 de setembro de 1967) é um diretor de televisão americano e produtor ocasionalmente. Seu trabalho como diretor em 2016 inclui um episódio da temporada final de The Good Wife, o 100º episódio de Person of Interest, vários episódios de BrainDead e da minissérie 11.22.63, e da série da HBO Westworld . 

## Infância e educação
Toye frequentou a Universidade da Califórnia, Santa Bárbara e formou-se com bacharelado  É bisneto da cantora de ópera Marguerite Namara .

## Carreira
Toye começou sua carreira como assistente de produção por cinco anos e editor por 15 anos, antes de se tornar diretor de televisão.  Ele é um colaborador frequente de JJ Abrams . Ele dirigiu, editou e co-produziu vários episódios da série ABC, Alias,  além de atuar como produtor e diretor ocasional na série de ficção científica da Fox, Fringe .
Ele também dirigiu episódios de: Lost, Ghost Whisperer, Brothers & Sisters, The 4400, Moonlight, V, CSI:NY, Chuck, The Good Wife, Falling Skies, Person of Interest, Fallout e outras séries.

## Trabalho de televisão
- 11.22.63
  - episódio 1.02 "The Kill Floor"
  - episódio 1.04 "The Eyes of Texas"
- The 4400
  - episódio 3.11 "The Gospel According to Collier"
- Alias
  - episódio 4.13 "Tuesday"
  - episódio 5.02 "...1..."
  - episódio 5.04 "Mockingbird"
  - episódio 5.13 "30 Seconds"
  - episódio 5.16 "Reprisal"
- Almost Human
  - episódio 1.12 "Beholder"
- American Gods
  - episódio 2.02 "The Begulling Man"
- The Boys
  - episódio 1.04 "The Female of the Species"
  - episódio 2.04 "Nothing Like It in the World"
  - episódio 3.04 "Glorious Five Year Plan”
- BrainDead
  - episódio 1.06 "Notes Toward a Post-Reagan Theory of Party Alliance, Tribalism, and Loyalty: Past as Prologue"
  - episódio 1.07 "The Power of Euphemism: How Torture Became a Matter of Debate in American Politics"
- Brothers & Sisters
  - episódio 1.06 "For the Children"
  - episódio 1.10 "Light the Lights"
- Chuck
  - episódio 1.12 "Chuck Versus the Undercover Lover"
  - episódio 3.05 "Chuck Versus the First Class"
  - episódio 3.15 "Chuck Versus the Role Models"
  - episódio 4.17 "Chuck Versus the First Bank of Evil"
  - episódio 5.09 "Chuck Versus the Kept Man"
- CSI: NY
  - episódio 5.02 "Page Turner"
  - episódio 7.15 "Vigilante"
  - episódio 8.01 "Indelible"
- Evil
  - episódio 1.09 "Exorcism Part 2"
- Falling Skies
  - episódio 1.04 "Grace"
  - episódio 1.05 "Silent Kill"
- Fallout
  - episódio 1.06 "The Trap"
  - episódio 1.07 "The Radio"
- Fringe
  - episódio 1.03 "The Ghost Network"
  - episódio 1.09 "The Dreamscape"
  - episódio 1.11 "Bound"
  - episódio 1.15 "Inner Child"
  - episódio 1.19 "The Road Not Taken"
  - episódio 2.11 "Unearthed"
  - episódio 3.15 "Subject 13"
  - episódio 4.16 "Nothing As It Seems"
- Ghost Whisperer
  - episódio 2.04 "The Ghost Within"
  - episódio 2.18 "Children of Ghosts"
  - episódio 3.07 "Unhappy Medium"
  - episódio 3.09 "All Ghosts Lead to Grandview"
  - episódio 3.14 "The Gravesitter"
- The Good Wife
  - episódio 1.22 "Hybristophilia"
  - episódio 2.20 "Foreign Affairs"
  - episódio 3.04 "Feeding the Rat"
  - episódio 3.13 "Bitcoin for Dummies"
  - episódio 3.14 "Another Ham Sandwich"
  - episódio 4.05 "Waiting for the Knock"
  - episódio 4.19 "The Wheels of Justice"
  - episódio 5.07 "The Next Week"
  - episódio 6.05 "Shiny Objects"
- Hawaii Five-0
  - episódio 1.11 "Palekaiko"
  - episódio 2.19 "Kalele"
  - episódio 3.02 "Kanalua"
- Invasion
  - episódio 1.16 "The Fittest"
- Lost
  - episódio 3.18 "D.O.C."
- Melrose Place
  - episódio 1.04 "Vine"
- Miami Medical
  - episódio 1.12 "Down to the Bone"
- Moonlight
  - episódio 1.02 "Out of the Past"
  - episódio 1.04 "Fever"
  - episódio 1.16 "Sonata"
- Mrs. Davis
  - episódio 1.07 "Great Gatsby 2001: A Space Odyssey"
- Person of Interest
  - episódio 1.07 "Witness"
  - episódio 1.21 "Many Happy Returns"
  - episódio 2.07 "Critical"
  - episódio 2.15 "Booked Solid"
  - episódio 3.02 "Nothing to Hide"
  - episódio 3.09 "The Crossing"
  - episódio 3.21 "Beta"
  - episódio 4.03 "Wingman"
  - episódio 4.16 "Blunt"
  - episódio 4.21 "Asylum"
  - episódio 5.10 "The Day the World Went Away"
- Revolution
  - episódio 1.10 "Nobody's Fault But Mine"
  - episódio 1.19 "Children of Men"
  - episódio 2.05 "One Riot, One Ranger"
  - episódio 2.17 "Why We Fight"
- Rizzoli & Isles
  - episódio 2.09 "Gone Daddy Gone"
  - episódio 3.07 "Crazy for You"
- See
  - episódio 1.07 "The Lavender Road"
- Snowpiercer
  - episódio 1.04 "Without Their Maker"
  - episódio 1.05 "Justice Never Boarded"
- Undercovers
  - episódio 1.09 "A Night to Forget"
- V
  - episódio 1.03 "A Bright New Day"
  - episódio 1.09 "Heretic's Fork"
- Vegas
  - episódio 1.13 "Road Trip"
- The Walking Dead
  - episódio 11.03 "Hunted"
  - episódio 11.04 "Rendition"
- Watchmen
  - episódio 1.09 "See How They Fly"
- Westworld
  - episódio 1.06 "The Adversary"
  - episódio 1.07 "Trompe L'Oeil"
  - episódio 2.10 "The Passenger"